# Чубаївка
Чубаївка — колишнє село та історичний район Одеси.

## Стислі відомості
Постійні поселення сьогоднішнього одеського мікрорайону Чубаївка виникли в 90-х роках XVIII століття — свій хутір тут будували чорноморські козаки, які штурмували фортецю Єні-Дунья. За легендою, одним з перших свій будинок звів козак Чуб, що дав назву хутору — Чубаївка.
Згодом Чубаївка поглинула сусіднє село Дмитрівку. В селі були кладовище і озеро.
Одноколійна трамвайна лінія в Чубаївці була передбачена бельгійським проєктом. А коли в 1912 році лінію збиралися перенести, жителі влаштували справжній протест.
Нині район Одеси — зокрема вулиця Юхима Геллера.